# Pyramidenbahnzeichen
Als Pyramidenbahnzeichen werden Reflexe oder Kloni bezeichnet, die bei Erwachsenen pathologisch (krankhaft) sind und gehäuft bei einer Schädigung der Pyramidenbahn auftreten. Bei Säuglingen sind die Phänomene physiologisch, da die Pyramidenbahnen noch nicht ausgereift sind.
Zu den Pyramidenbahnzeichen zählen:

## An der oberen Extremität
- Léri-Vorderarmzeichen
  - Auslösung: passive Handgelenk- und Fingerbeugung
  - Effekt: Mitbewegung des Ellenbogens
  - Kommentar: nur einseitige Abschwächung wird als pathologisch gewertet

- Wartenberg-Zeichen
  - Auslösung: aktive Beugung des 2. bis 4. Fingers gegen Widerstand
  - Effekt: Daumenbeugung

## An der unteren Extremität
- Babinski-Reflex
  - Auslösung: kräftiges Bestreichen des Außenrandes der Fußsohle von der Ferse zum kleinen Zeh hin
  - Effekt: Großzehe hebt sich, gleichzeitig bewegen sich die Kleinzehen nach unten und außen
  - Kommentar: Hebt sich nur die Großzehe, wird dies als „suspekt“ oder „fraglich“ vermerkt.

- Gordon-Reflex
  - Auslösung: Zusammendrücken der Wadenmuskulatur
  - Effekt: wie Babinski-Reflex

- Oppenheim-Reflex
  - Auslösung: kräftiges Bestreichen der Schienbeinkante vom Knie zum Sprunggelenk hin
  - Effekt: wie Babinski-Reflex

- Chaddock-Reflex
  - Auslösung: kräftiges Bestreichen des äußeren Randes des Fußrückens
  - Effekt: wie Babinski-Reflex

- Strümpell-Zeichen
  - Synonym: Tibialis-Phänomen
  - Auslösung: Beugung des Knies gegen Widerstand
  - Effekt: wie Babinski-Reflex

- Clauß-Zeichen
  - Auslösung: Beugung des Knies gegen Widerstand
  - Effekt: wie Babinski-Reflex

- Puusepp-Reflex
  - Auslösung: wie  Babinski-Reflex
  - Effekt: Langsame, tonische Abduktion (Abspreizung) der kleinen Zehe

Von den genannten Reflexen lässt sich der Babinski-Reflex am häufigsten auslösen, der Wert der anderen Reflexe ist daher umstritten und wahrscheinlich gering. Der Reflexbogen der genannten Phänomene ist nicht bekannt.